# Buergerite
Buergerite é uma espécie mineral do grupo da turmalina. Foi descrita pela primeira vez devido a uma ocorrência em cavidades riolíticas próximo de Mexquitic, San Luis Potosi, México. Foi aprovada como um novo mineral em 1966 pela IMA e nomeado em honra de Martin J. Buerger (1903-1986) Professor de Mineralogia no Massachusetts Institute of Technology. Existem também registos de ocorrências em Minas Gerais, Brasil, e na Boémia, República Checa.